# Niños con perros de presa
Enfants avec des chiens
Niños con perros de presa ou Niños con mastines (« Enfants avec des chiens, » ou « Enfants avec des mâtins ») est une peinture réalisée par Francisco de Goya en 1786-1787 et faisant partie de la cinquième série des cartons pour tapisserie destinée à la salle à manger du Prince des Asturies au Palais du Pardo.
Cette peinture va de pair avec Enfant montant un mouton, cette dernière étant conservée à l'Art Institute of Chicago.

## Contexte de l'œuvre
Tous les tableaux de la cinquième série sont destinés à la salle à manger du Prince des Asturies, c'est-à-dire de celui qui allait devenir Charles IV et de son épouse Marie Louise de Parme, au palais du Pardo. Le tableau fut livré à la Fabrique royale de tapisserie en 1786.
Il fut considéré perdu jusqu'en 1869, lorsque la toile fut découverte dans le sous-sol du Palais royal de Madrid par Gregorio Cruzada Villaamil, et fut remise au musée du Prado en 1870 par les ordonnances du 19 janvier et du 9 février 1870, où elle est exposée dans la salle 94. La toile est citée pour la première fois dans le catalogue du musée du Prado en 1876.
La série était composée de Las Floreras, La Era, La Vendimia, La Nevada, El Albañil herido, Los Pobres en la fuente, El Niño del carnero, Niños con perros de presa, Cazador junto a una fuente, Pastor tocando la dulzaina, Riña de gatos, Pájaros volando et La Marica en un árbol.